# Jigme Tshering Dorjee
Jigme Tshering Dorjee (26 de fevereiro de 1995) é um futebolista butanês que atua como zagueiro. Atualmente defende o Thimphu City.

## Carreira internacional
Jigme teve sua primeira partida pela seleção nacional contra a Índia, em 5 de dezembro de 2011, pela Copa da SAFF. O jogo terminou em derrota por 5 a 0.